# Аненко, Прокоп Родионович
Аненко Прокоп Родионович (1882, Орловская губерния — июнь 1921, Казанковская волость) — рабочий-горняк, участник борьбы за власть советов на Криворожье.

## Биография
Родился в 1882 году в Орловской губернии в семье рабочих. Образование неоконченное среднее. В 1901 году вместе с семьёй переехал в Кривой Рог. Начал трудовой путь на рудниках северной части Кривбасса, в частности работал на руднике «Сухая Балка». Участник революционных событий 1905 года.
Член РСДРП(б) с весны 1917 года. Участвовал в формировании отрядов Красной гвардии в Кривом Роге. В 1919—1921 годах избран членом Ревкома и исполкома Криворожского Совета рабочих, крестьянских и красноармейских депутатов. Был председателем военного трибунала, с 1920 года — продовольственный комиссар Криворожского уезда.
В начале 1921 году выехал в Казанковскую волость (ныне Казанковский район) на заготовку хлеба для голодающего Кривбасса, где был схвачен кулаками и в июне убит. Тело Прокопа Родионовича было перевезено в Кривой Рог, где он с почестями был похоронен в сквере возле кинотеатра имени Ленина.

## Память
- До 19 мая 2016 года имя носила улица Центрально-Городского района Кривого Рога[1];
- Памятная доска в пгт Казанка[2].